# Eyiaba picta
Eyiaba picta là một loài bọ cánh cứng trong họ Cerambycidae.